# Franz Jung
Franz Jung (Neisse, Silèsia, 26 de novembre de 1888 - Stuttgart, 21 de gener de 1963) va ser un escriptor i economista alemany. Militant comunista i resistent al nazisme, va acabar la seva carrera com a periodista als Estats Units.

## Primers anys, formació i inici en el periodisme
Va estudiar economia, dret, art i religió a Leipzig, Iena i Breslau. Des de 1909 va treballar com a periodista, acabant la seva tesi. Va col·laborar, a partir de 1912, a les revistes d'avantguarda Der Sturm i Die Aktion. Erich Müsham i Otto Gross varen tenir una forta influència sobre ell. El 1914 va ser mobilitzat i ferit en combat. Deserta i anà a Viena. Retornat a Alemanya va ser empresonat. Més tard col·laborà en la revista Die Freie Strasse (Otto Gross, Richard Öhring it Raul Hausmann), mentre col·laborava activament en el moviment internacionalista oposat a la guerra.

## El temps de la revolució
El novembre de 1918 participà en els consells d'obrers i soldats de Berlín. S'uní al Partit Comunista d'Alemanya (KPD). Va ser detingut el gener de 1919, durant la "setmana sagnant", però va aconseguir fugir a Breslau.L'abril de l'any següent es trobà entre els fundadors del Partit Comunista Obrer d'Alemanya (KAPD). Va ser nomenat per aquest partit com a delegat al Komintern, i segrestà en el Bàltic, amb Jan Appel i Hermann Knüfken, un vaixell pesquer per anar a Rússia. Va ser condemnat, al seu retorn a Alemanya, per "pirateria a alta mar". Va ser posat en llibertat sota fiança el 1921, abans de passar a la clandestinitat per participar en una insurrecció a la regió de Mansfeld. Però aquest aixecament, anomenat "Acció de març", va fallar en el seu intent de generalitzar-se a la resta d'Alemanya. Al maig, Jung deixà Alemanya amb la seva companya. Arrestat als Països Baixos, la parella va ser deportada a la URSS, on va treballar per al servei de premsa de la Comintern, abans de dirigir una fàbrica de llumins a la regió de Novgorod, i després una planta metal·lúrgica a Petrograd.

## El temps de la contrarevolució
Retornà a Alemanya el desembre de 1923 i va treballar durant un temps com a periodista econòmic sota el pseudònim de Franz Larsz. A partir del 1927, el director de teatre Erwin Piscator va dur a terme l'adaptació de diverses de les seves obres, mentre que col·laboraven junts per a la posada en escena del teatre de Bertolt Brecht ("Grandesa i decadència de la ciutat de Mahagony" i "La mare"). El 1930, Jung va fundar el diari Der Gegner, que reunia Ernst Fuhrmann, Raoul Hausmann i Karl Korsch, com a part de l'editorial Deko. L'any següent, un escàndol financer va provocar la dissolució del Deko-Verlag i va obligar Jung a amagar-se. Entre 1933 i 1936 va formar part de la clandestina organització antinazi Rote Kämpfer. Arrestat per la Gestapo el novembre de 1936, va aconseguir escapar a Praga en sortir de la presó l'any següent. Després va anar a Suïssa, i després a Hongria, on va ser arrestat el novembre de 1944. Després d'haver aconseguit fugir de nou, va passar a Àustria, i a continuació, a Itàlia, on va ser internat al camp de concentració de Bolzano i després al camp d'internats civils de Mòdena, d'on va ser alliberat el juny de 1945.

## Els darrers anys
El 1948, Franz Jung emigra als Estats Units. A Nova York, es va convertir en corresponsal d'economia internacional per a diversos diaris americans i europeus abans de traslladar-se a San Francisco (1953) i obtenir la ciutadania nord-americana (1955). El 1955 va tornar a Alemanya i va començar, dos anys més tard, a escriure la seva autobiografia, "The Way Down" (1961). El 1960 va tornar a Europa, on va viure entre França i Alemanya fins a la seva mort el 1963.